# Tabanus postactus
Tabanus postactus är en tvåvingeart som beskrevs av H. Oldroyd 1947. Tabanus postactus ingår i släktet Tabanus och familjen bromsar. Inga underarter finns listade i Catalogue of Life.